# Conde de Sandim
Conde de Sandim é um título nobiliárquico criado por D. Filipe III de Portugal, por Carta de data desconhecida, em favor de D. Fernando Alexandre de Portugal, depois 2.º Marquês de Trancoso.
Titulares
1. D. Fernando Alexandre de Portugal, 1.º Conde de Sandim, 2.º Marquês de Trancoso;
2. D. Manuel Eugénio de Portugal, 2.º Conde de Sandim, 3.º Marquês de Trancoso.